# Ян Вошаглік
Ян Вошаглік (чеськ. Jan Vošahlík, нар. 8 березня 1989, Пржибрам) — чеський футболіст, нападник.

## Клубна кар'єра
Народився 8 березня 1989 року в місті Пржибрам. Свою футбольну кар'єру він розпочав у місцевому клубі «Пршибрам», звідки у віці 13 років переїхав до празької «Славії», але через два роки повернувся до рідного клубу, де продовжив свою молодіжну кар'єру. Влітку 2005 року, у віці 16 років, він був включений до складу першої команди. Вперше вийшов на поле 20 листопада 2005 року в 13-му турі, коли вийшов на заміну в грі проти клубу «Банік Мост» (0:1). У сезоні 2006/07 він уже грав досить регулярно, чому посприяв його перший гол у чемпіонаті, однак лише тричі виходив у стартовому складі. Всього взяв участь у 21 матчі чемпіонату.

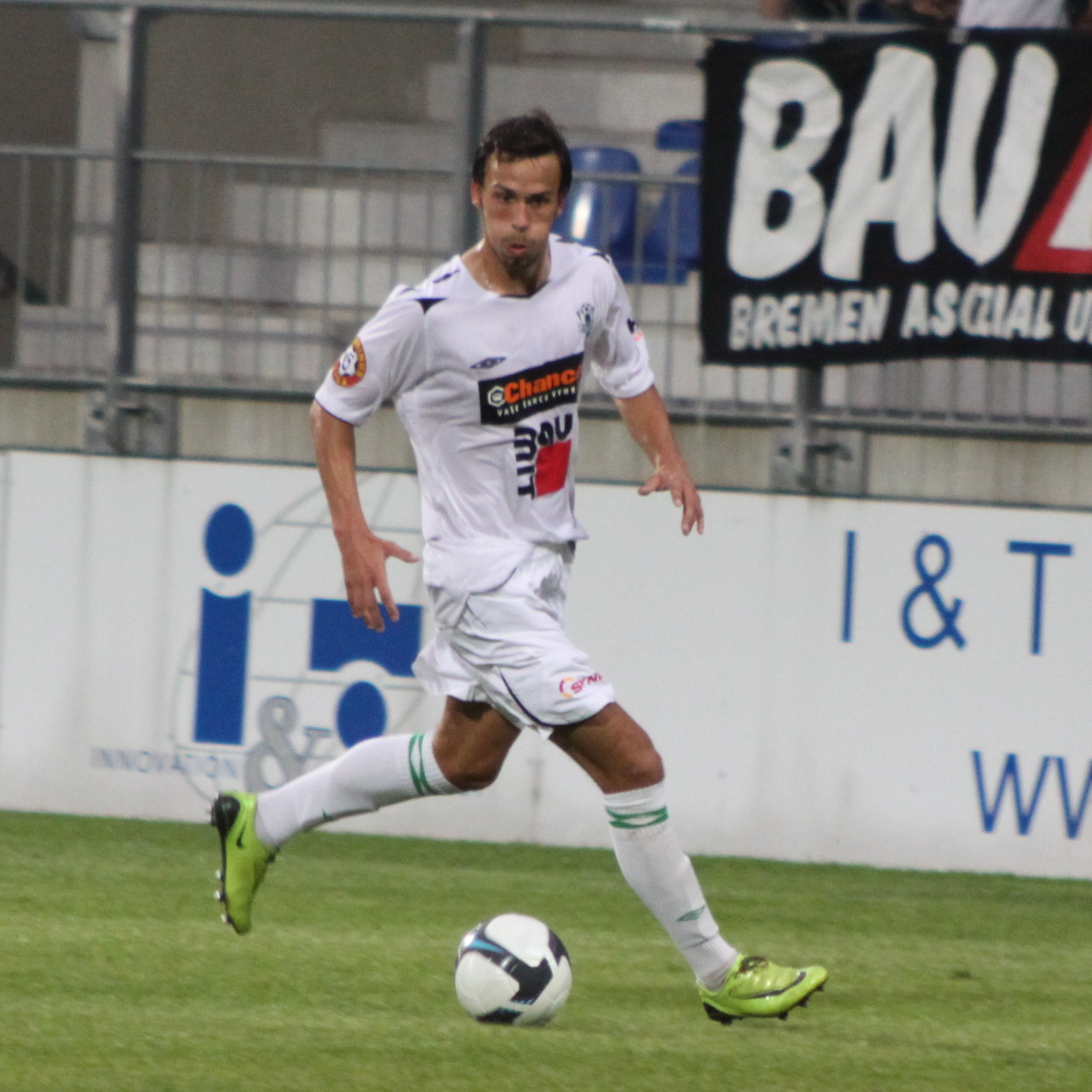
Ян Вошаглік під час виступів за «Яблонець». 2009 рік.

У лютому 2007 року перейшов у «Яблонець». Він провів лише 5 ігор до кінця сезону у новій команді, через що надалі здавався в оренду у клуби «Зеніт» (Часлав) та «Богеміанс». Перед сезоном 2009/10 Ян повернувся у «Яблонець», де став одним із лідерів команди тренера Франтішека Комняцького. Він провів 22 матчі і забив 3 голи, допомігши своїй команді посісти друге місце в чемпіонаті. У наступні два сезони він залишався основним гравцем, і завдяки йому «Яблонець» залишався на вершині чемпіонату Чехії.
У липні 2012 року перейшов в однорічну оренду у празьку «Славію». У першому ж турі після першого тайму «Славія» програвала «Їглаві» з рахунком 0:3, але Вошаглік вийшов на поле на 53-й хвилині, забив два м'ячі і допоміг команді нічию 3:3. Третій гол забив 31 березня 2013 року в матчі проти «Тепліце», але «Славія» не змогла втримати перевагу й у підсумку зрівняла рахунок 1:1. 13 квітня 2013 року забив свій останній гол за клуб у дербі проти «Спарти», але це не виправило рахунок, оскільки «Славія» поступилася супернику з рахунком 1:3. Після закінчення сезону він повернувся в «Яблонець».
Після першої частини сезону 2013/14, яку він провів у «Яблонці», разом із Карелом Пітаком перейшов назад у «Славію». Він підписав з командою контракт на два з половиною роки з подальшим продовженням на рік. Втім, у столичній команді не закріпився і здавався в оренди до клубів «Динамо» (Чеські  Будейовиці), «Шахтар» (Караганда) та «Пршибрам».
У сезоні 2016/17 грав за угорський «Мезйокйовешд», після чого повернувся на батьківщину де грав за «Тепліце» і «Простейов». 
У 2019–2020 роках грав за грецьку «Кавалу» та австрійський «Гафленц», а потім приєднався до резервної команди «Яблонця». 2022 року зіграв один матч за першу команду у чемпіонаті.

## Виступи за збірні
2004 року дебютував у складі юнацької збірної Чехії (U-16), загалом на юнацькому рівні взяв участь у 34 іграх, відзначившись 9 забитими голами. З командою до 17 років він посів друге місце на юнацькому чемпіонаті Європи 2006 року у Люксембурзі, де молодіжна збірна Чехії поступилася у фіналі Росії по  пенальті, а сам Вошаглік зіграв у 4 іграх турніру і забив гол у грі проти Іспанії (2:0). Через два роки з командою до 19 років став півфіналістом домашнього юнацького чемпіонату Європи 2008 року, знову зігравши у всіх чотирьох іграх. Цей результат дозволив чехам із Яном зіграти на молодіжному чемпіонаті світу 2009 року в Єгипті, де Чехія програла в 1/8 фіналу Угорщині по пенальті. На турнірі Вошаглік зіграв усі чотири матчі і забив по голу у матчі проти Коста-Рики (3:2) та Угорщини (2:2).
Протягом 2009—2011 років залучався до складу молодіжної збірної Чехії. На молодіжному рівні зіграв у 14 офіційних матчах, забив 3 голи.

## Титули і досягнення
- Володар Суперкубка Чехії (1):

«Яблонець»: 2013